# Ante Jozić
Ante Jozić (né le 16 janvier 1967) est un prélat croate de l'Église catholique. Il travaille au service diplomatique du Saint-Siège depuis 1999. Bien que nommé nonce apostolique et archevêque titulaire en 2019, des blessures subies dans un accident de la route l'empêchent d'être consacré et de prendre ses fonctions. Sa consécration épiscopale a été reportée une seconde fois en raison de la pandémie de COVID-19. Il est finalement consacré le 16 septembre 2020.

## Biographie
Ante Jozić est né à Trilj, en Croatie, le 16 janvier 1967. Il est ordonné prêtre le 28 juin 1992 et devient prêtre du diocèse de Split,

## Carrière diplomatique
Pour se préparer à une carrière diplomatique, il entre à l'Académie pontificale ecclésiastique en 1995. Il entre au service diplomatique du Saint-Siège le 1er juillet 1999 et travaille aux nonciatures apostoliques en Inde (en), en Russie, et aux Philippines (en), et pendant dix ans à Hong Kong comme chef de la Mission d'étude du Saint-Siège pour la Chine (en).
Le pape François nomme Jozić archevêque titulaire de Cissa (de) et nonce apostolique en Côte d'Ivoire le 2 février 2019. Sa consécration épiscopale, prévue pour le 1er mai, est reportée après que Jozić ait été gravement blessé dans un accident de voiture en Croatie le 7 avril,, Il est sorti de l'hôpital le 20 juin. Le 28 octobre, Paolo Borgia est nommé à sa place.
Jozić a une audience avec le pape François le 22 janvier 2020 et reste archevêque titulaire élu. Son ordination épiscopale a été initialement reprogrammée pour le 21 mars 2020, mais est reportée à nouveau dans l'attente de l'annulation des restrictions sur les rassemblements de masse en raison de la pandémie de coronavirus 2019-20. Il est nommé nonce apostolique en Biélorussie (en) le 21 mai 2020. Jozić est finalement consacré évêque le 16 septembre 2020 à Solin, en Croatie, avec Pietro Parolin, le cardinal secrétaire d'État, servant de consécrateur principal avec comme co-consécrateurs Marin Barišić (de) et Dražen Kutleša (de).
Le 28 juin 2024, il est nommé nonce apostolique en Arménie (en) et en Géorgie (en).

## Succession apostolique
Ante Jozić a ordonné les évêques suivants :
- Évêque Uladsimir Huljaj (de) (2024)
- Évêque Andrej Znoska (pl) (2024)